# Euzodiomyces
Euzodiomyces är ett släkte av svampar. Euzodiomyces ingår i familjen Euceratomycetaceae, ordningen Laboulbeniales, klassen Laboulbeniomycetes, divisionen sporsäcksvampar och riket svampar.
|              | Pseudoecteinomyces                       |
|              |                                          |
|              | Colonomyces                              |
|              |                                          |
|              | Cochliomyces                             |
|              |                                          |
|              | Euceratomyces                            |
|              |                                          |
| Euzodiomyces | \| \| Euzodiomyces lathrobii \| \| \| \| |
|              | \| \| Euzodiomyces lathrobii \| \| \| \| |
|              | Euzodiomyces lathrobii                   |
|              |                                          |

|  | Euzodiomyces lathrobii |
|  |                        |